# Charles Sheeler
Charles Sheeler, né le 16 juillet 1883 et mort le 7 mai 1965, est un photographe et peintre américain du XXe siècle, et l'un des fondateurs du mouvement du précisionnisme.

## Biographie
Né à Philadelphie, il étudie d'abord à la Philadelphia School of Industrial Art, puis à la Pennsylvania Academy of Fine Arts. En 1908, il voyage à Paris, au moment où la popularité du Cubisme démarre. Il y découvre des artistes comme Cézanne, Picasso ou Braque. De retour aux États-Unis, il se rend compte qu'il ne pourra pas vivre de sa peinture, et se dirige alors vers la photographie commerciale. C'est un photographe autodidacte, apprenant avec un appareil à 5 dollars, un Brownie de Kodak.
Comme photographe commercial, il se spécialise dans le domaine de l'architecture, des usines et des machines. Il travaille sur commande, par exemple en 1927 pour Ford, dont il peint et photographie les usines. Ce travail lui servira en particulier pour son tableau American landscape (1930).
Sheeler a ensuite travaillé en 1940, pour le magazine Fortune, qui lui commande une série de six photographies.
Ses tableaux, comme ses photographies, traitent aussi d'architecture ou de machines. Il y a d'ailleurs souvent une photographie à l'origine du tableau, comme pour Upper Deck, l'une de ses plus fameuses œuvres.

## Liste d'œuvres

### Films
- -Spiderman homecoming
- 1921 : Manhatta avec Paul Strand

### Photographies
- 1917 Doylestown House: Stairs from Below (Metropolitan Museum of Art, New York)
- 1927 Criss-Crossed Conveyors, River Rouge Plant, Ford Motor Company (Metropolitan Museum of Art, New York)

### Peintures: premières œuvres
- 1920 Church Street El, Cleveland Museum of Art, Cleveland
- 1925 Still Life
- 1925 Lady of the Sixties, musée des beaux-arts de Boston, Boston
- 1929 Upper Deck, Fogg Art Museum, Cambridge (Massachusetts)
- 1930 American Landscape (Museum of Modern Art, New York
- 1931 Americana, (Metropolitan Museum of Art, New York
- 1931 Classic Landscape, Mr and Mrs Barney A Ebsworth Foundation
- 1931 View of New York, musée des beaux-arts de Boston, Boston
- 1932 Classic Landscape, National Gallery of Art, Washington (District de Columbia)
- 1932 Interior with Stove, National Gallery of Art, Washington (District de Columbia)
- 1933 River Rouge Plant, Whitney Museum of American Art, New York
- 1934 American Interior, Yale University Gallery, New Haven, Connecticut
- 1936 City Interior, Worcester Art Museum, Worcester (Massachusetts)

### Peintures:Power series
Cette série est une commande du magazine Fortune.
- 1939 Conversation: Sky and Earth (Curtis Galleries, Minneapolis).
- 1939 Primitive Power (The Regis Collection, Minneapolis).
- 1939 Steam Turbine (Butler Institute of American Art, Youngstown (Ohio)).
- 1939 Suspended Power (Dallas Museum of Art, Dallas).
- 1939 Yankee Clipper (Rhode Island School of Design, Providence (Rhode Island)).

### Peintures: dernières œuvres
- 1940 Interior (National Gallery of Art, Washington (District de Columbia)).
- 1940 Fugue (musée des beaux-arts de Boston).
- 1948 Amoskeag Canal (Currier Museum of Art, Manchester (New Hampshire)).
- 1952 Windows (Hirschl and Adler Galleries, New York).
- 1953 New England Irrelevancies (musée des beaux-arts de Boston).
- 1953 Ore Into Iron (musée des beaux-arts de Boston).
- 1954 Stacks in Celebration (Dayton Art Institute)
- 1955 Golden Gate (Museum of Modern Art, New York).
- 1956 On a Shaker Theme (musée des beaux-arts de Boston).
- 1957 Red Against White (musée des beaux-arts de Boston).
- 1958 Composition Around Red, Pennsylvania (Montgomery Museum of Fine Arts, Montgomery)

## Expositions
- 15 août - 1er novembre 1978 : The Rouge : the image of industry in the art of Charles Sheeler and Diego Rivera, Detroit Institute of Arts, Detroit.
- 13 octobre 1987 - 3 janvier 1988 : Charles Sheeler : the photographs, Museum of Fine Arts, Boston

puis 28 janvier - 17 avril 1988, Whitney Museum of American Art, New York ; 15 mai - 10 juillet 1988, Museum of art, Dallas.
- 23 octobre 2002 - 2 février 2003 : The Photography of Charles Sheeler: American Modernist, Museum of Fine Arts, Boston

puis 20 mai - 17 août 2003 Metropolitan Museum of Art, New York ;  Detroit Institute of Arts ; Georgia O'Keeffe Museum.
- 7 octobre 2006 - 7 janvier 2007 : Charles Sheeler: Across Media, National Gallery of Art, Washington ;  Art Institute of Chicago.

## Galerie

### Peintures

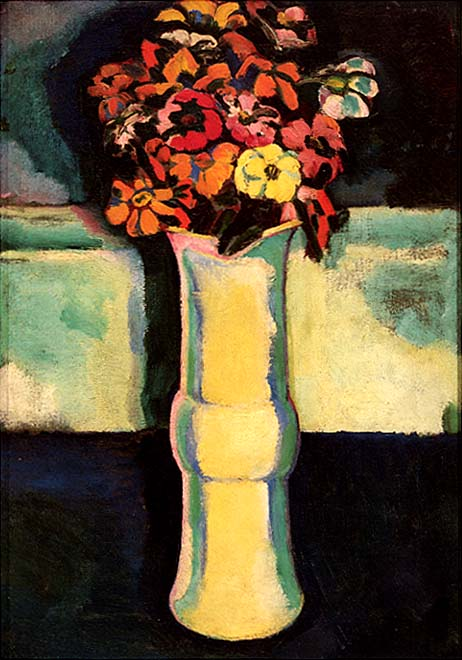
Dahlias and asters, 1912
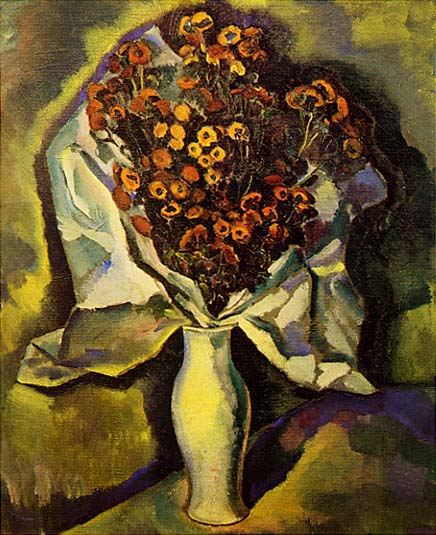
Chrysanthemums, 1912
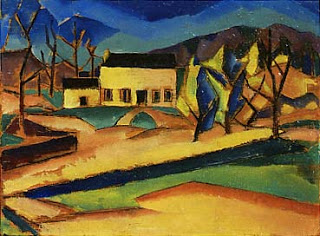
1913
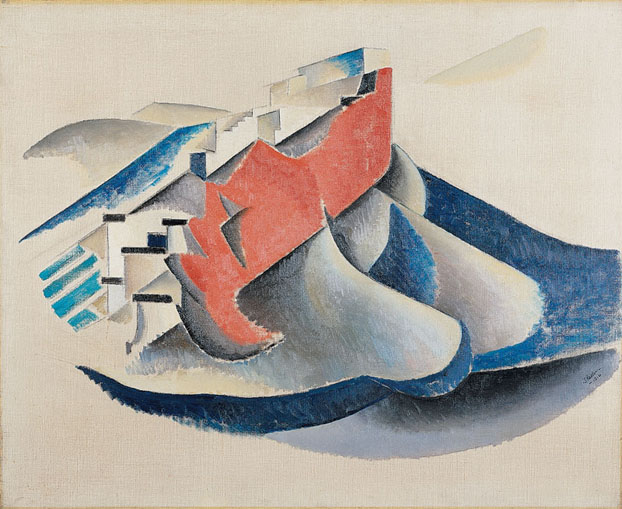
Lhasa,1916
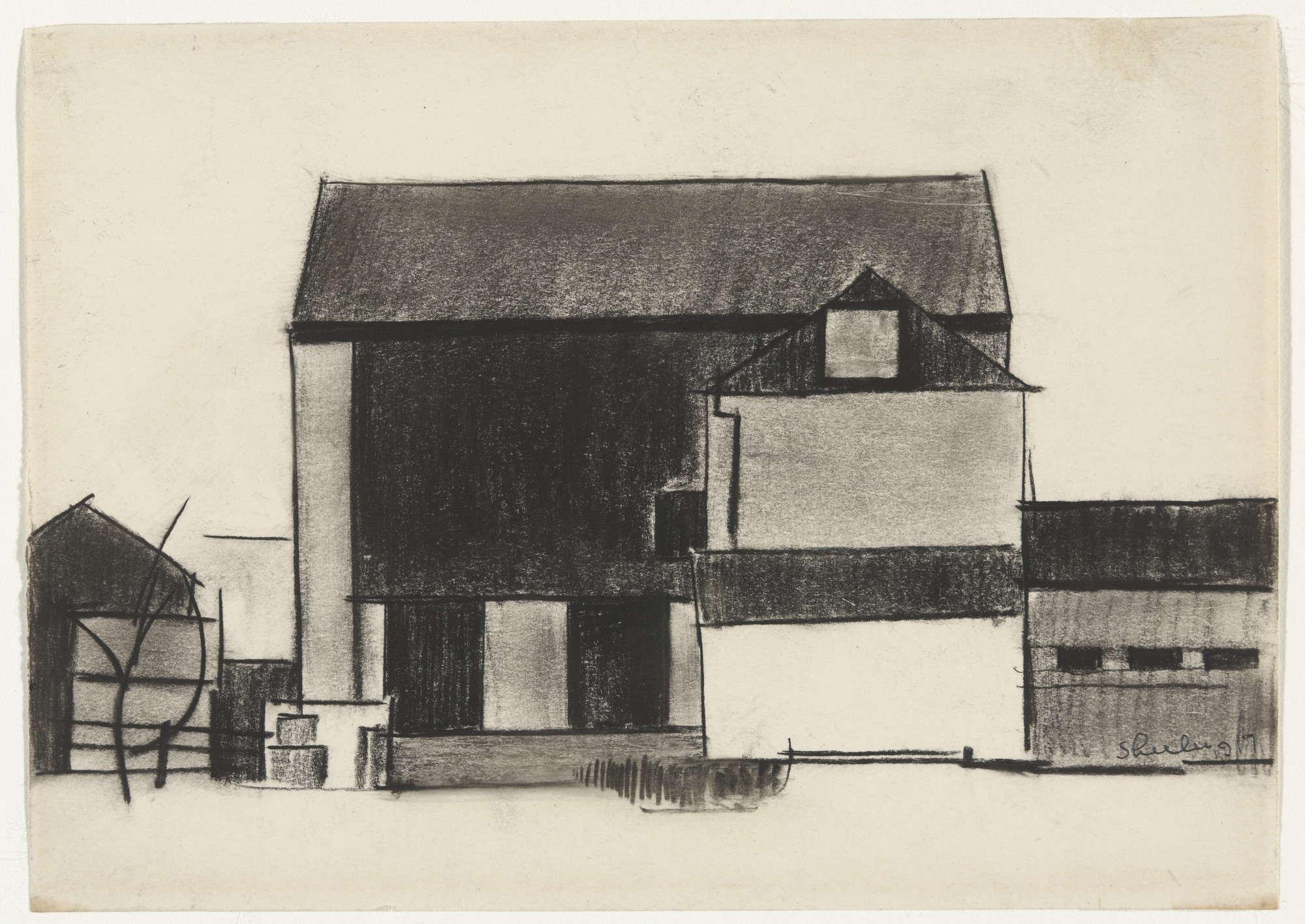
Barn, 1917. Crayon Conté sur papier
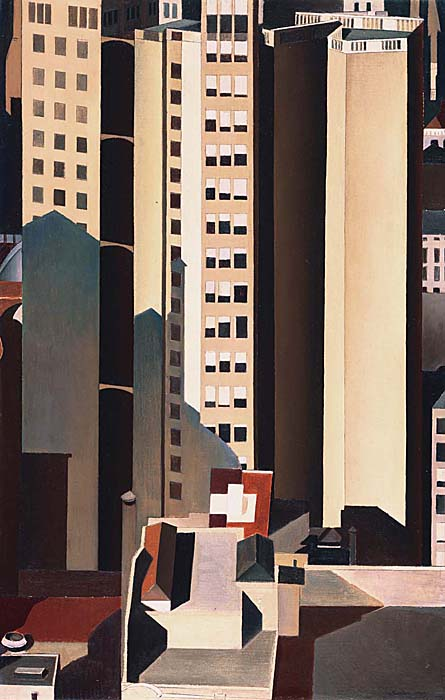
Gratte-ciels, 1922. Huile sur toile. 50,8 cm. The Phillips Collection
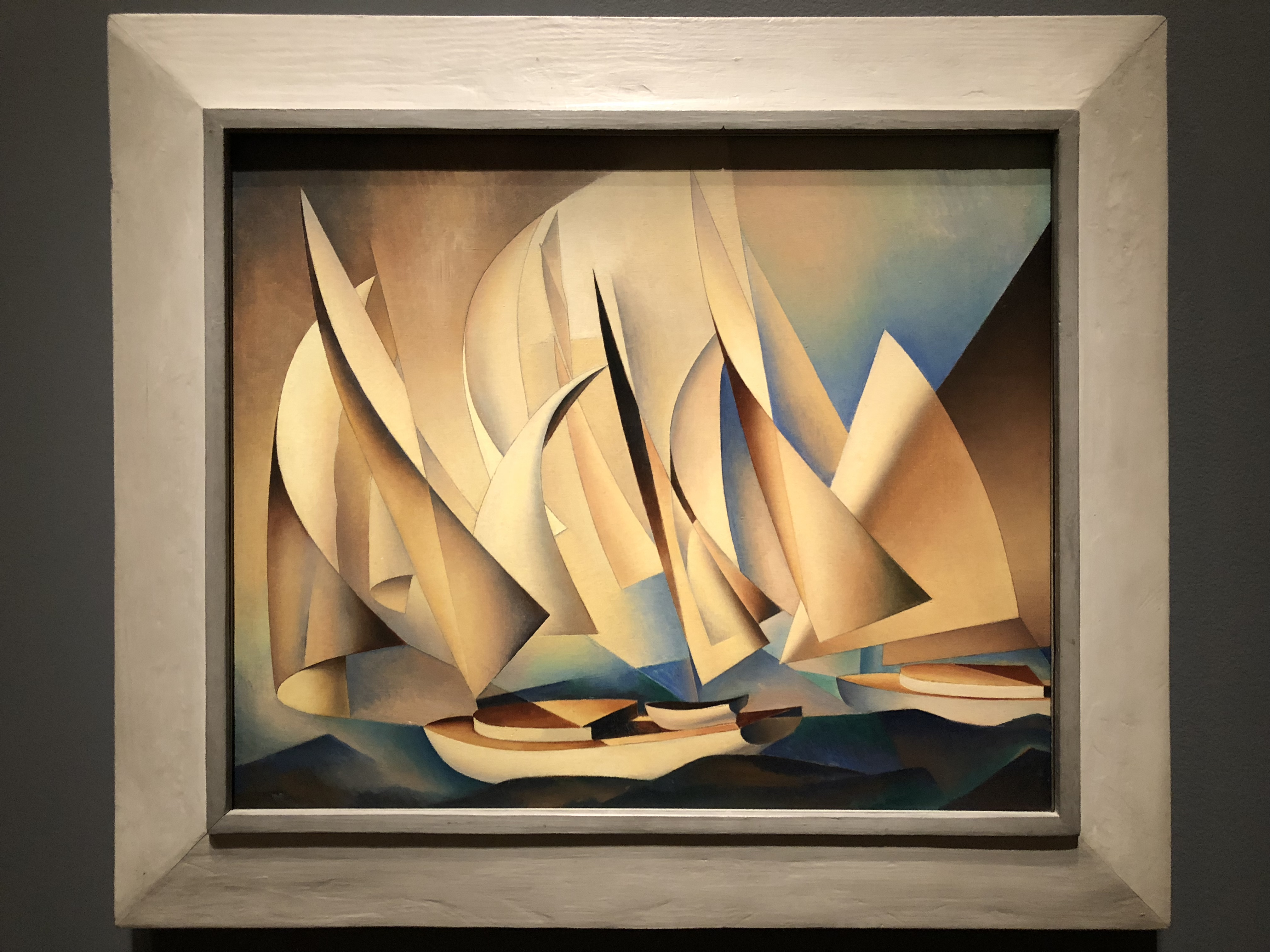
Pertaining to Yachts and Yachting, 1922
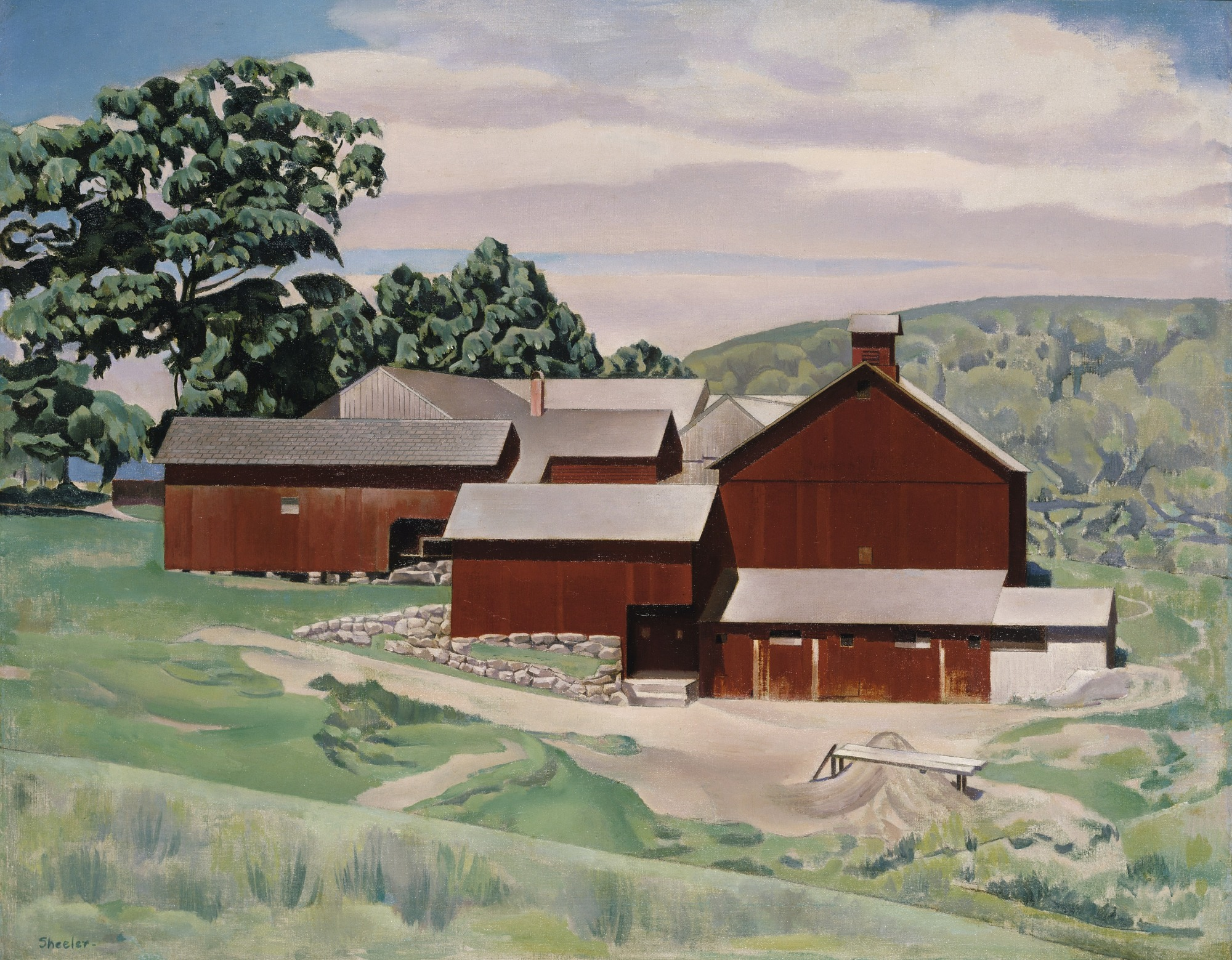
Connecticut Barns in Landscape, 1934

### Photographies

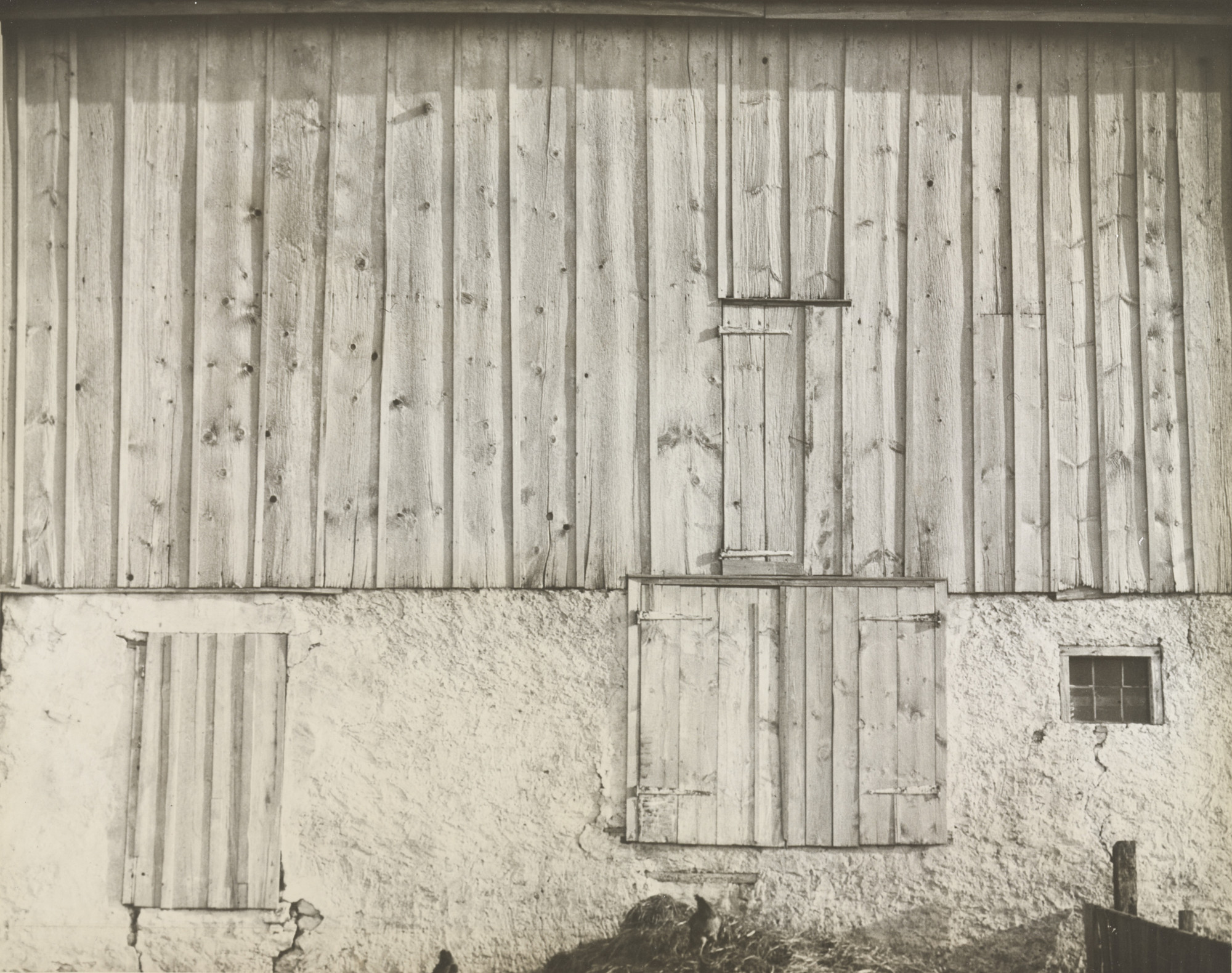
Side of White Barn, Bucks County, Pennsylvania, 1915
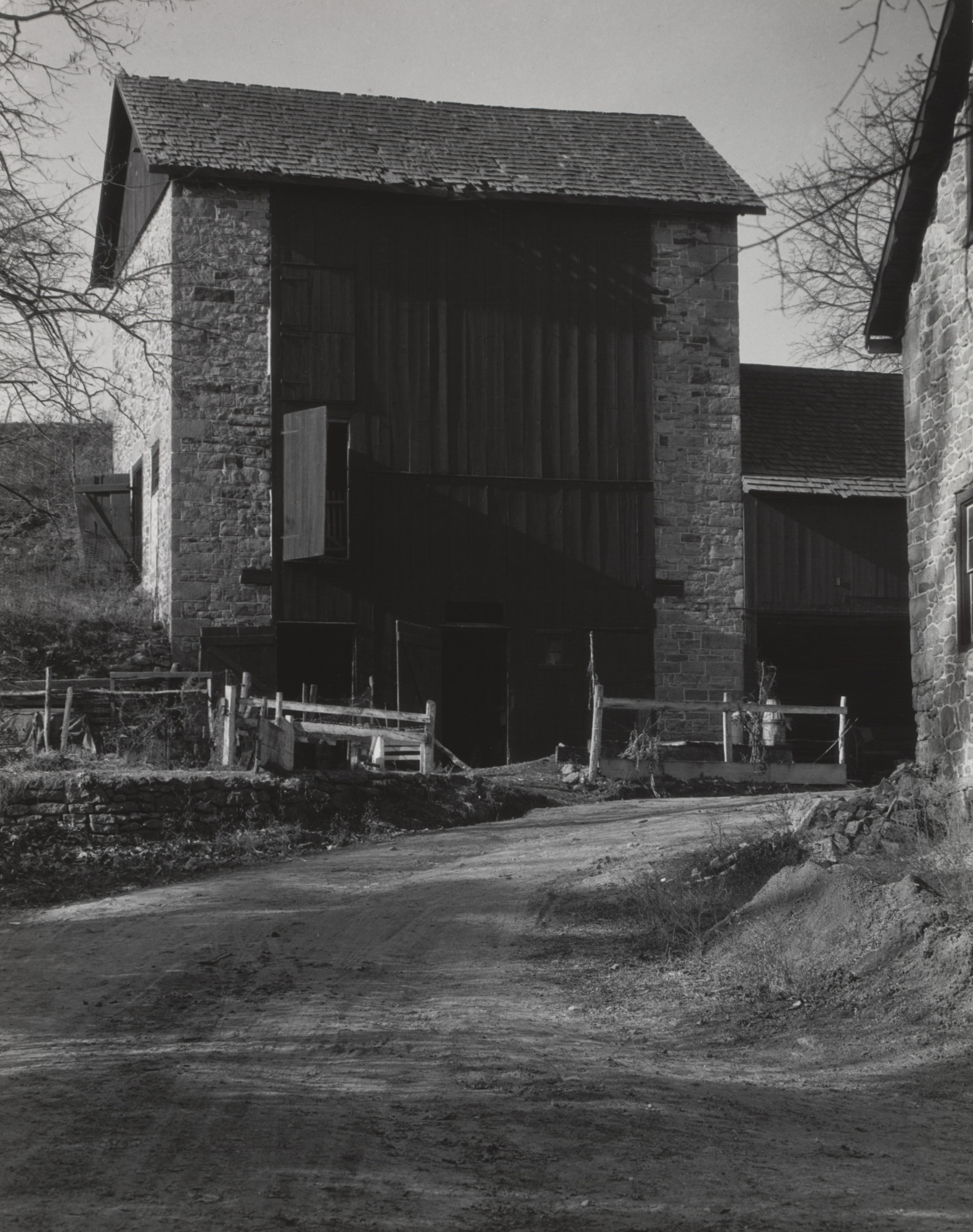
Bucks County Barn, 1914-1917
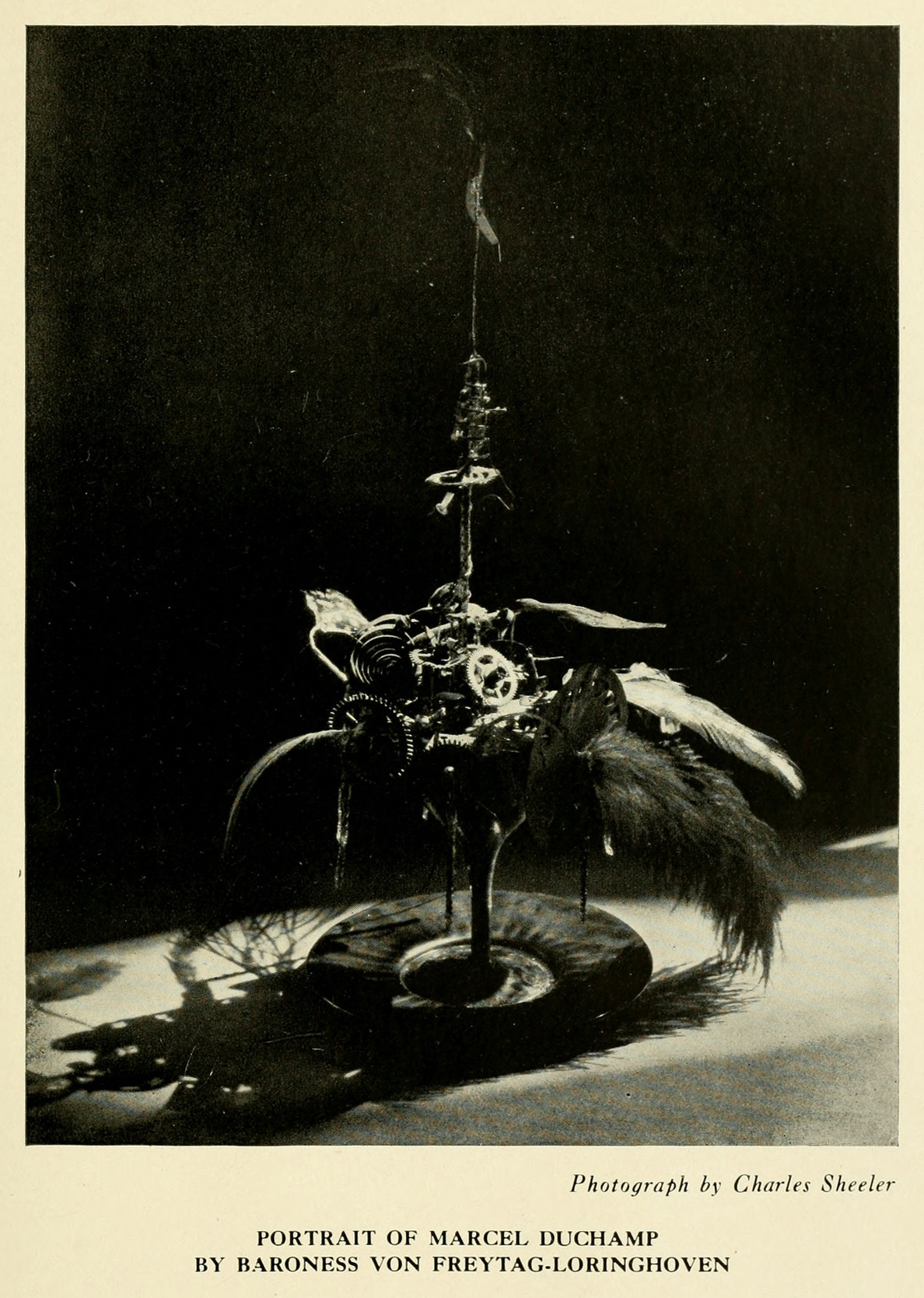
Portrait of Marcel Duchamp by Baroness Freytag-Lohringhoven, 1922
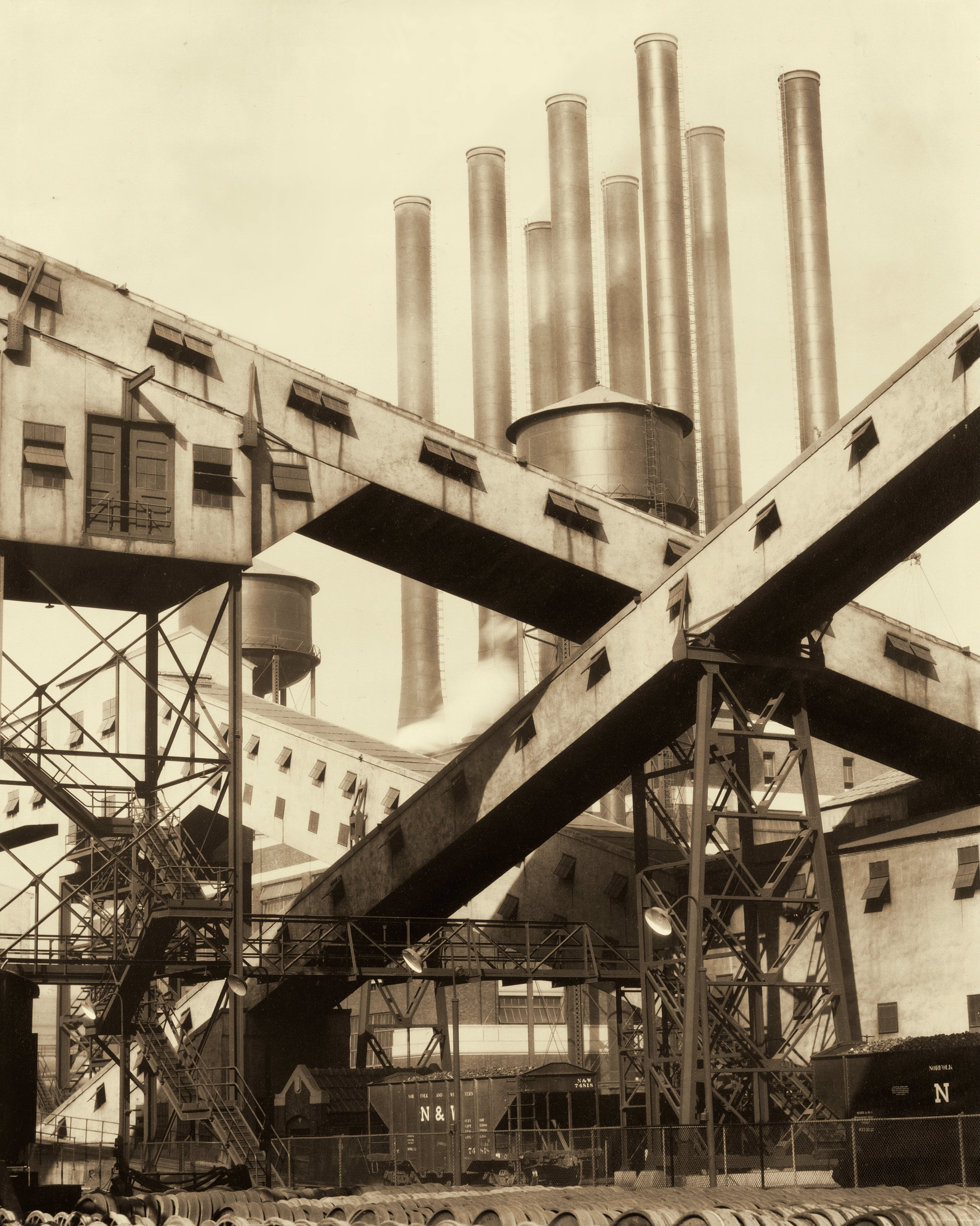
Criss-Crossed Conveyors, River Rouge Plant, Ford Motor Company, 1927
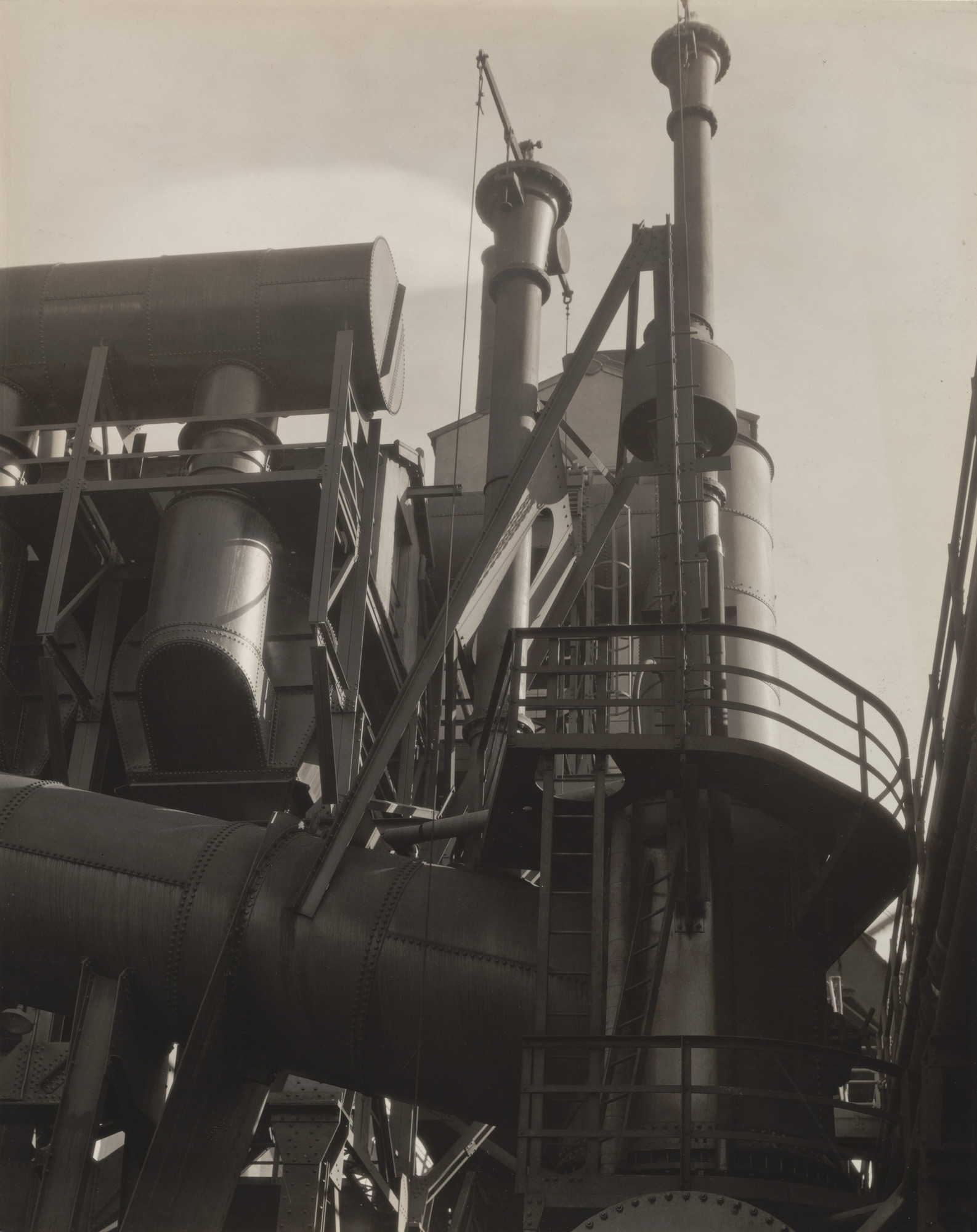
Bleeder Stacks, Ford Plant, Detroit, 1927
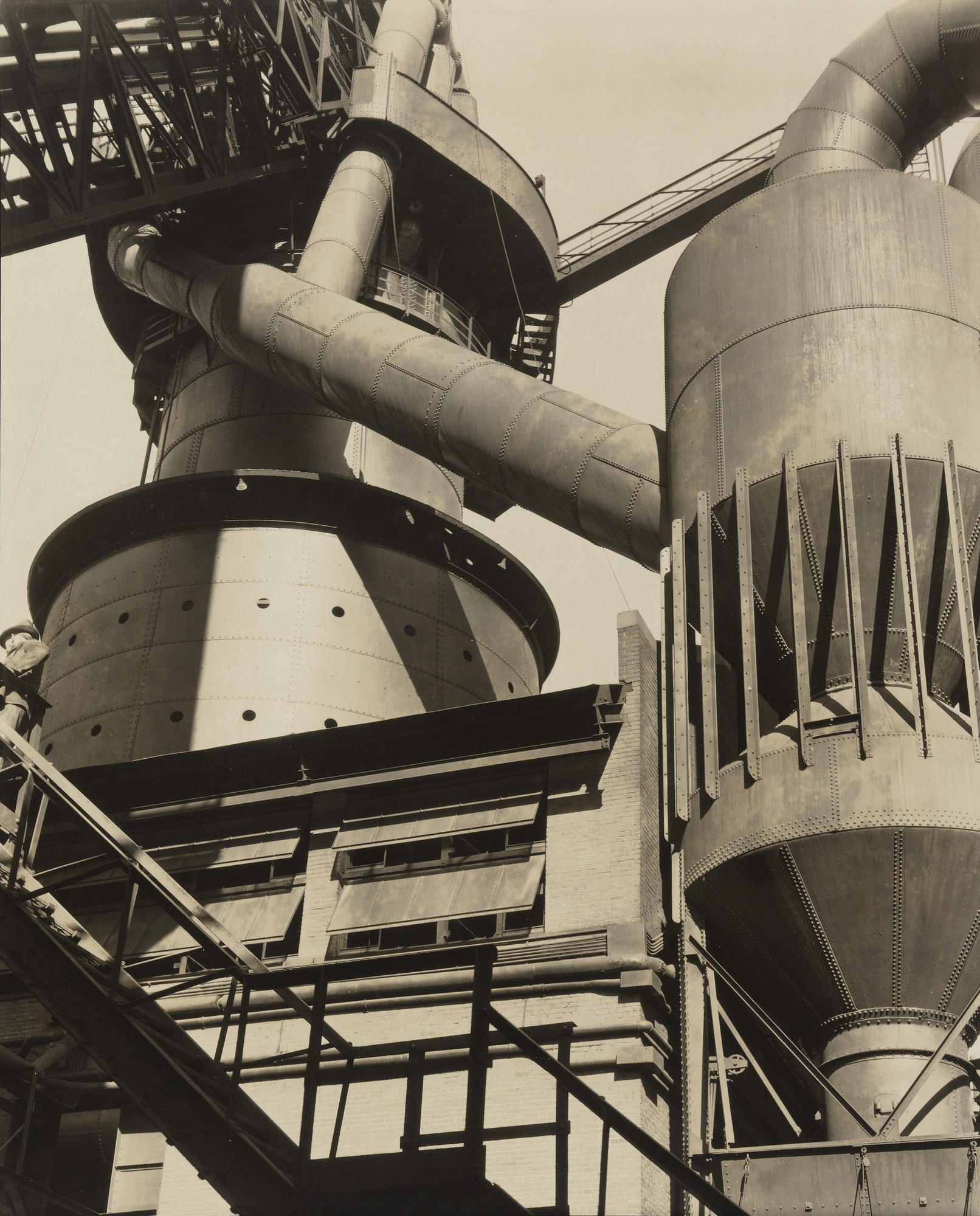
Ford Plant, River Rouge, Blast Furnace and Dust Catcher, 1927